# 小泉哲三
小泉 哲三（こいずみ てつぞう、1903年（明治36年）3月11日 - 1981年（昭和56年）9月10日）は、兵庫県出身の実業家。

## 経歴
- 1903年兵庫県淡路島にて出生。
- 1925年明治大学政経科卒。富士製紙（後に合併して王子製紙）入社。
- 1849年本州製紙淀川工場長。
- 1956年取締役。
- 常務、専務を経て、1964年副社長。
- 1969年5月社長。